# Rakaca-patak
A Rakaca-patak a Cserehátban ered, Büttös településen, Borsod-Abaúj-Zemplén vármegyében, mintegy 250 méteres tengerszint feletti magasságban. A patak forrásától kezdve északi, majd nyugat-délnyugati irányban halad, majd belefolyik a Rakaca-víztározóba, aztán Szalonnánál torkollik bele a Bódva folyóba.

## Élővilága

### Faunája
A patakban él: a Haliploidea öregcsaládba tartozó, ezen belül is a víztaposóbogár-félék családba tartozó Haliplus fluviatilis, Haliplus heydeni, Haliplus laminatus, Haliplus lineatocollis, Haliplus ruficollis, Peltodytes caesus, a csiborfélék nemzetségbe tartozó Hydrobius fuscipes, Anacaena globulus, Anacaena limbata, Anacaena lutescens, Laccobius bipunctatus, Laccobius minutus, Laccobius sinuatus, Enochrus affinis, Enochrus coarctatus, Enochrus quadripunctatus, Helochares obscurus, Cymbiodyta marginella, Berosus frontifoveatus, valamint közönséges keringőbogár (Gyrinus substriatus), szőrös keringőbogár (Orectochilus villosus), továbbá Noterus clavicornis, Noterus crassicornis. Ezen kívül él még a patakban sárgaszegélyű csíkbogár (Dytiscus marginalis), Hydaticus transversalis, Agabus biguttatus, Agabus bipustulatus, Agabus paludosus, Ilybius fuliginosus, tarka csíkbogár (Platambus maculatus), recéshátú csíkbogár (Colymbetes fuscus), Laccophilus hyalinus, Laccophilus minutus, Hydroporus angustatus, Hydroporus fuscipennis, Hydroporus memnonius, Hydroporus palustris, Hydroporus planus, Hygrotus impressopunctatus, Hygrotus inaequalis és gömb-csíkbogár (Hyphydrus ovatus).
A Rakaca-patakban 12 halfaj él, többek közt ponty (Cyprinus carpio).

## Part menti települések
- Büttös
- Krasznokvajda
- Rakaca
- Rakacaszend
- Meszes
- Szalonna